# Karl Schöchlin
Karl Schöchlin (13. juni 1894 - 7. november 1974) var en schweizisk roer, og olympisk guldvinder, bror til Hans Schöchlin.
Schöchlin vandt guld i toer med styrmand ved OL 1928 i Amsterdam, sammen med sin bror Hans og styrmanden Hans Bourquin. Schweizerne sikrede sig guldet foran Frankrig og Belgien, der fik henholdsvis sølv og bronze. Han deltog også ved OL 1936 i Berlin.
Schöchlin vandt desuden en lang række EM-medaljer, blandt andet en guldmedalje i både dobbeltsculler og otter.

## OL-medaljer
- 1928:  Guld i toer med styrmand